# Championnats d'Europe de taekwondo 1976
Navigation
Édition suivante
Les championnats d'Europe de taekwondo 1976 ont été organisés du 22 au 23 mai 1976 au Palau Blaugrana de Barcelone, en Espagne. Il s'agissait de la première édition des championnats d'Europe de taekwondo.

## Médaillés
| Catégorie | Or                      | Argent                 | Bronze                                             |
| --------- | ----------------------- | ---------------------- | -------------------------------------------------- |
| 48 kg     | Eddi Klimt (FRG)        | Osman Kara (TUR)       | Domingo Martínez (ESP) Jesús Martín (ESP)          |
| 53 kg     | Murat Gollo (TUR)       | Fernando Vadillo (ESP) | Eduardo Merchán (ESP) Gisbert Osterwald (FRG)      |
| 58 kg     | Josef Ascanio (ITA)     | Kaya Kıraç (TUR)       | Eugenio Castro (ESP) Helmut Schneider (FRG)        |
| 63 kg     | Christian Strysch (FRG) | Peter Hauswald (BEL)   | Wolfgang Dahmen (FRG) Hugo Villamide (ESP)         |
| 68 kg     | Lindsay Lawrence (GBR)  | Jan Wanrooy (NED)      | Eric Gancylus (FRA) Hubert Leuchter (FRG)          |
| 74 kg     | Walter van Emerik (NED) | Antonio Vicent (ESP)   | Francesco Sanila (ITA) Josef Steinberger (FRG)     |
| 80 kg     | Tini Dona (NED)         | Wolfgang Schindl (AUT) | Pedro Secorum (ESP) Ben van der Wal (NED)          |
| 90 kg     | José Izquierdo (ESP)    | Ad van Emerik (NED)    | Francisco Vallecillo (ESP) Reza Zademohammad (AUT) |

## Tableau des médailles
- Pays organisateur ( Espagne)

| Rang  | Nation               | Or | Argent | Bronze | Total |
| ----- | -------------------- | -- | ------ | ------ | ----- |
| 1     | Pays-Bas             | 2  | 2      | 1      | 5     |
| 2     | Allemagne de l'Ouest | 2  | 0      | 5      | 7     |
| 3     | Espagne              | 1  | 2      | 7      | 10    |
| 4     | Turquie              | 1  | 2      | 0      | 3     |
| 5     | Italie               | 1  | 0      | 1      | 2     |
| 6     | Grande-Bretagne      | 1  | 0      | 0      | 1     |
| 7     | Autriche             | 0  | 1      | 1      | 2     |
| 8     | Belgique             | 0  | 1      | 0      | 1     |
| 9     | France               | 0  | 0      | 1      | 1     |
| Total | Total                | 8  | 8      | 16     | 32    |